# Johannsenomyia inermicrus
Johannsenomyia inermicrus är en tvåvingeart som först beskrevs av Jean-Jacques Kieffer 1913.  Johannsenomyia inermicrus ingår i släktet Johannsenomyia och familjen svidknott. Inga underarter finns listade i Catalogue of Life.